# Lista de personagens de Dragon Age: Origins

O grupo do Warden em Dragon Age: Origins. Da esquerda para a direita: Oghren, Leliana, Morrigan, Sten, "O Warden" (o personagem do jogador), "Dog", Alistair, Wynne, Zevran e Shale.

O grupo do Warden-Commander em Dragon Age: Origins - Awakening. Da esquerda para a direita: Velanna, Nathaniel, Oghren, "O Warden-Commander" (o personagem do jogador), Anders, Sigrun e Justice.

Esta lista de personagens descreve personagens notáveis que aparecem no videogame Dragon Age: Origins, sua expansão Dragon Age: Origins - Awakening e DLCs associados. Esta lista descreve apenas os personagens dos jogadores, companheiros importantes, personagens de suporte notáveis e principais antagonistas que aparecem nos jogos. Certos personagens têm nomes escolhidos pelo jogador. Esses personagens são designados pelo nome com que são endereçados no jogo. No caso de membros do grupo, missões pessoais também são descritas, já que exploram o histórico dos personagens.

## Ambientação
Dragon Age: Origins é um RPG baseado em uma história, ambientado em um mundo chamado Thedas, onde o jogador geralmente assume o controle de um personagem principal como o protagonista da história.  Ao longo do curso da história, os personagens do jogador em DA: Origins são continuamente apresentados a escolhas de como lidar com os principais eventos do jogo, e quaisquer decisões tomadas geralmente influenciam a narrativa geral. Enquanto o jogador mantém o controle sobre bifurcações na narrativa, a narrativa abrangente, em cada jogo, segue um caminho especificado, e a influência do jogador é confinada a certos eventos pré-ordenados no jogo, ao invés de toda a narrativa em si.
Os personagens secundários da série Dragon Age têm motivações e agendas que levam à progressão narrativa com uma exposição, clímax e resolução; o personagem do jogador é importante, mas frequentemente não é o ponto focal da progressão dos eventos na trama. Enquanto o personagem do jogador e outros personagens carregam a progressão narrativa, os personagens companheiros são uma característica fundamental da série, que ajudam a criar uma experiência narrativa mais rica e envolvente por meio de suas ações, bem como suas reações às ações e escolhas do personagem do jogador. Companheiros tendem a ter uma visão de mundo muito particular, e a natureza das ações do personagem do jogador terá um efeito positivo ou negativo em seus companheiros.

## Personagens jogáveis

### O Warden
Raça: Escolha do jogador
Sexo: Escolha do jogador
Classe: Escolha do jogador
O personagem do jogador e principal protagonista de Origins, cujo rosto, penteado, voz, raça, nome, origem, gênero e classe são escolhidos pelo jogador. Existem seis histórias de origem possíveis: Humano Nobre, Mago do Círculo (Humano ou Elfo), Elfo da Cidade, Elfo Dalish, Anão Nobre e Anão Comum.  O sobrenome do personagem do jogador depende da história de origem escolhida, o que também afeta como os outros personagens do jogo reagem às ações do jogador. Independentemente da origem, o personagem do jogador é apresentado como um indivíduo de força, habilidade e importância excepcionais. Vários personagens, exclusivos para cada uma das histórias de origem, se juntarão ao grupo do personagem do jogador temporariamente como parte da narrativa em andamento.
Depois de um breve julgamento descrito em sua história de origem, o personagem do jogador é finalmente recrutado para se juntar aos Guardiões Cinzentos (The Grey Wardens), uma organização mística de guerreiros criada para lutar contra os darkspawn, uma raça de criaturas malignas e contaminadas. O personagem é referido simplesmente como O Guardião (Warden), e ocasionalmente pelo sobrenome no diálogo do jogo.
Depois que a história da origem do Guardião é concluída, a narrativa recomeça uma única vertente para todos os jogadores, onde o Guardião viaja para Ostagar, o local de uma batalha iminente com os darkspawn. O Guardião é guiado por seu recrutador Duncan, que coloca em movimento a iniciação do Guardião em sua organização. O Guardião e dois outros candidatos, Daveth e Ser Jory, têm a tarefa de viajar para a floresta perto de Ostagar para obter alguns antigos tratados dos Guardiões Cinzentos e frascos de sangue obtidos matando os darkspawn. Duncan então conduz um ritual de iniciação chamado de União, que envolve a absorção de sangue de darkspawn pelos candidatos ao ritual; apenas o Guardião sobrevive ao processo.
O Warden é então direcionado para ajudar o esforço de guerra na Batalha de Ostagar, onde o exército de Ferelden sob a liderança do Rei Cailan Theyin tenta empurrar para trás os darkspawn junto com os Grey Wardens. O Guardião acende um farol para sinalizar por reforços liderados por Teyrn Loghain, mas Loghain responde ordenando que suas forças recuem e deixando todo o contingente de Ferelden e dos Grey Wardens liderado por Cailan para morrer no campo de batalha. O Guardião e o protegido de Duncan, Alistair, são resgatados pela Bruxa da Selva, Flemeth, tornando-se um dos poucos Guardiões Cinzentos sobreviventes em Ferelden. O objetivo do Warden para o resto de Origins é utilizar os tratados que compelem as nações de Thedas a cooperar com sua ordem de impedir a quinta vinda da praga darkspawn liderada por um Arquidemônio, um monstro dracônico aterrorizante que controla as hordas de darkspawn. Isso envolve viajar pelas terras de Ferelden para garantir uma aliança com os anões de Orzammar, os elfos Dalish perto da Floresta Brecilian (ou um bando de lobisomens) e o Círculo de Magos de Ferelden (ou a Ordem dos Templários de Ferelden), bem como reunir os apoio da nobreza Ferelden contra Loghain e unir o reino sob um novo governante contra as hordas de darkspawn.
Depois que o Arquidemônio é morto, o Warden ganha renome como o "Herói de Ferelden", independentemente de seu destino final. Embora o Herói de Ferelden não apareça em Dragon Age II, o personagem tem um efeito no enredo e, dependendo da origem, na verdade terá conexões com alguns dos membros do grupo: por exemplo, o Mago do Círculo Humano é parente de Dragon Age O segundo protagonista Hawke do lado materno, e o Dalish Elf é um membro do clã de Merrill .

### O Warden-Commander
Raça: Escolha do jogador
Sexo: Escolha do jogador
Classe: Escolha do jogador
O Warden-Commander (ou Guardião-Comandante) é o Comandante dos Guardiões Cinzentos em Ferelden, o governante de Vigil's Keep e o arling de Amaranthine, e o protagonista controlado pelo jogador da expansão de Origins, Dragon Age: Origins - Awakening . O Warden-Commander pode ser um Warden importado do Origins, agora conhecido como o Herói de Ferelden, com qualquer história de origem e tomada de decisão desse jogo intacta. Seis meses após a conclusão da Quinta Praga, o Herói de Ferelden foi promovido a Comandante dos Cinzentos e designado como o novo Warden-Commander de Ferelden. Como alternativa, se o Guardião de Origens se sacrificou para matar o Arquidemônio ou se o jogador começa um novo jogo sem importar um personagem existente, um novo Guardião Cinzento de Orlais será o novo Warden-Comandante de Ferelden como parte da narrativa. Um Warden-Comandante Orlesiano começará no Nível 18, e o povo de Amaranthine tratará um Warden-Comandante Orlesiano com suspeita, em oposição ao respeito que terão pelo Herói de Ferelden.
O Warden-Commander também é o protagonista controlado pelo jogador dos pacotes de conteúdo para download (DLC), The Golems of Amgarrak e Witch Hunt, e é assistido por companheiros que são exclusivos dos pacotes de conteúdo mencionados acima.

### Hurlock Vanguard
Um Hurlock Vanguard controlado pelo jogador é o protagonista do DLC de DA: Origins, The Darkspawn Chronicles. The Darkspawn Chronicles dá uma olhada em uma história alternativa no universo Dragon Age, permitindo ao jogador ver o que poderia ter acontecido se o Warden tivesse morrido durante a cerimônia de união e as forças reunidas marchassem sob o comando de Alistair. O Hurlock Vanguard controlado pelo jogador é convocado pelo Arquidemônio para liderar o darkspawn à vitória na Batalha de Denerim, e recebe instruções através dos sussurros do Arquidemônio. O Hurlock Vanguard tem o poder de cativar, ou recrutar à força, seus companheiros darkspawn e conduzi-los ao calor da batalha. Várias criaturas dos darkspawn que podem ser encantadas para servir como companheiros do Vanguard incluem Genlocks, Hurlocks, Shrieks, Emissários lançadores de feitiços e Ogros.

### Leliana
Dublado por: Corinne Kempa
Leliana é a protagonista da DLC Leliana's Song, uma prequela da campanha principal de Origins que detalha seu passado complicado. Ela é uma ex-barda do Império Orlesiano, onde bardos são músicos que frequentemente realizam trabalhos paralelos como assassinos e espiões para seus patronos. A aparência de Leliana na série Dragon Age é baseada numa modelo chamada Alleykatze.
Após os eventos de Leliana's Song, Leliana é encontrada no início de DA:Origins como um membro opcional do grupo. Ela se estabeleceu na aldeia Ferelden de Lothering como uma irmã da Capela Andastriana, e depois de apartar uma briga na taverna local, ela insiste em se juntar aos Guardiões de Ferelden depois de receber o que ela acredita ser uma visão do Criador, a divindade venerada pela Capela. Ela é bissexual e, portanto, uma possível opção de romance para personagens masculinos e femininos. Leliana é altamente religiosa e acredita em fazer a coisa certa. Isso significa que se o Warden controlado pelo jogador escolher cometer um ato moralmente repreensível como profanar a lendária Urn of Sacred Ashes, ele pode atacar o Warden e morrer na tentativa, embora Leliana continue aparecendo na série Dragon Age independentemente de seu destino em DA:Origins . A busca pessoal de Leliana envolve lidar com Marjolaine, sua antiga mentora e amante.
Leliana foi bem recebida e popular como personagem companheira em Origins. Corin Bae do TheGamer.com credita sua experiência de repetir Origins em 2017, em particular a subtrama romântica com Leliana, por ajudá-la a chegar a um acordo com suas experiências pessoais traumáticas. Ela acredita que o que mais aprendeu ao vivenciar a história de Leliana é “a vontade de me deixar querer”.

## CompanionsdeDragon Age:Origins

### Alistair
Dublado por: Steve Valentine
Alistair é um jovem guerreiro com um senso de humor irônico e irreverente, que foi iniciado nos Guardiões Cinzentos por Duncan antes do próprio recrutamento do personagem do jogador. Antes de se juntar aos Guardiões, Alistair treinou com a Capela (Chantry) para se tornar um templário, o ramo militar da Capela treinado para caçar magos apóstatas e supervisionar os magos do Círculo sob sua supervisão. Como tal, ele hesita em confiar em magos de sangue (também conhecidos como "maleficar") ou em quaisquer magos que operem fora do Círculo. Ele é um companheiro obrigatório em DA: Origins, e só sai do grupo se o Warden permitir que Loghain passe pelo ritual de união para se tornar um Grey Warden durante o Landsmeet. Alistair é uma opção romântica para personagens femininas e, dependendo das escolhas e da origem do Warden, o casal pode se tornar o Rei e a Rainha de Ferelden. O Warden tem a oportunidade de motivar Alistair, ajudando-o a desenvolver seu potencial como uma figura de líder e crescer como indivíduo e se tornar maduro o suficiente para aceitar o chamado para ser rei caso o Warden o apoie como herdeiro do trono de Ferelden.
Dependendo das escolhas do jogador durante os eventos de Dragon Age: Origins, Alistair pode fazer aparições em partes subsequentes da série Dragon Age. Ele também é um grande protagonista da série de quadrinhos digital The Silent Grove, Those Who Speak and Until We Sleep, cujo enredo segue o próprio cânone da BioWare em que Alistair é o rei de Ferelden.

### Morrigan
Dublado por: Claudia Black
Morrigan é uma maga apóstata metamorfa, criada e ensinada por sua mãe, Flemeth, na selva de Ferelden. Morrigan se junta ao grupo do Warden no início do jogo, logo após o resgate de Flemeth da batalha em Ostagar. Ela é uma opção de romance para personagens masculinos. Perto do final do jogo antes de matar o Arquidemônio, ela revela que um Guardião Cinzento não precisa morrer para matar o Arquidemônio, desde que o Warden, Alistair, ou Loghain se ele substituiu Alistair, engravidar Morrigan com uma criança que irá então carregar a alma do Deus Antigo após a morte do arquidemônio, e assim poupar a vida do Guardião Cinzento que deu o golpe mortal final. Se o Warden se recusar a dormir com Morrigan, ou for mulher e não pedir a Alistair ou Loghain para fazê-lo, ela ficará furiosa e deixará o grupo permanentemente. Morrigan aparece como o foco central da DLC Witch Hunt ; o Warden-Commander rastreia Morrigan dois anos após o fim da Praga.

### Dog
Os cães de guerra Mabari, uma raça de cães poderosa que desempenha um papel essencial nas forças armadas de Fereldan, fazem aparições recorrentes na série Dragon Age . Esses cães treinados são capazes de quebrar linhas de piqueiros, puxar cavaleiros dos cavalos e, quando em matilha, são capazes de provocar pânico no mais obstinado dos soldados.
"Dog" (cão) é o nome padrão para o companheiro mabari do Warden em Origins . Dog sempre tem um índice de aprovação máximo, é incondicionalmente leal e não abandona o Warden em nenhuma circunstância. Se o personagem do jogador for um Humano Nobre, Dog se junta ao grupo do personagem do jogador em sua história de origem durante uma pequena missão paralela. Se o personagem do jogador não for um Humano Nobre, ou se ele não completou a missão secundária durante a origem do Humano Nobre, o personagem do jogador tem a chance de adquirir um Cão diferente através de outra missão secundária em Ostagar. O DLC "Return to Ostagar" oferece uma segunda chance (terceira para um Warden de origem Humana Nobre) para recrutar Dog.
Dog é um guerreiro, capaz de equipar coleiras e pinturas de guerra únicos que servem como substitutos para armas e armaduras. Ele também tem um conjunto de habilidades específicas que cães podem aprender. Ele não tem um objetivo pessoal; no entanto, tê-lo "marcado seu território" em certos pontos de referência em diferentes áreas permite a ele um buff de "Dominação Mabari", aumentando sua força, força de vontade e atributos de constituição enquanto permanece naquela área. Ele também tem a habilidade única de buscar itens aleatórios quando solicitado.
Um cão de guerra Mabari também é apresentado como companheiro do Warden-Commander no DLC Witch Hunt . Pode ser o mesmo Cão que o personagem do jogador recrutou durante Origins, ou um diferente. As entradas do Codex refletirão isso para cada versão, respectivamente.

### Sten
Dublado por: Mark Hildreth
Sten é um guerreiro Qunari sem chifre e um companheiro opcional. Ele é encontrado preso em uma jaula em Lothering por assassinar uma família de fazendeiros. O Warden pode decidir persuadir a Reverenda Madre da Capela de Lothering a liberar os Qunari sob sua custódia, libertando assim Sten. Se a habilidade de lockpicking do Warden for alta o suficiente, a fechadura da porta da gaiola pode ser arrombada, permitindo que ele entre sem a permissão da Reverenda Madre. Se o Warden escolher não libertar Sten, o Warden não será capaz de recrutá-lo depois de completar pelo menos uma missão principal na questline principal, já que Lothering será invadido pela Praga após o Warden fazer isso. O objetivo pessoal de Sten envolve a busca por sua espada perdida, Asala. É revelado que ele era o único sobrevivente de seu grupo de reconhecimento, e entrou em pânico quando descobriu que sua espada estava faltando e matou a família que o resgatou na dor.
Na história em quadrinhos digital Dragon Age: Those Who Speak, que segue o cânone da Bioware, onde Alistair é o rei de Ferelden e que Hawke matou o Arishok em Dragon Age II, Sten é revelado como o novo Arishok.

### Oghren
Dublado por: Steve Blum
Oghren é um anão da Casa Branka (antiga Casa Kondrat) e já foi um membro promissor da Casta dos Guerreiros. Ele é o ex-marido do único Paragon vivo desde Origins, Branka, e conhece o Warden em Orzammar, uma das duas únicas cidades anãs restantes na época em que a história de Origins se passa. Oghren se junta ao grupo do Warden quando eles estão prestes a embarcar para as Deep Roads infestadas de darkspawn, uma série de caminhos e encruzilhadas conectadas a uma rede de thaigs agora abandonados ou cidades anãs em busca da Bigorna do Vazio. O objetivo pessoal de Oghren envolve um relacionamento anterior com uma anã, Felsi, que eventualmente se mudou para o mundo da superfície e atualmente trabalha na taberna Princesa Mimada perto do Lago Calenhad.
Oghren retorna em Origins - Awakening como um membro do grupo. Após os acontecimentos de Origens, ele se estabeleceu com Felsi e teve um filho com ela. Eventualmente, ele fez seu caminho para Vigil's Keep a fim de se juntar aos Grey Wardens, apenas para encontrá-la invadido por darkspawn. Felsi pode eventualmente chegar a Vigil's Keep e entrar em uma discussão com Oghren por abandonar sua família.

### Wynne
Dublado por: Susan Boyd Joyce
Wynne é uma feiticeira sênior do Círculo dos Magos de Ferelden e uma poderosa curandeira espiritual. O Warden pode encontrar Wynne pela primeira vez no acampamento do exército em Ostagar, perto das tendas dos magos. Ela sobrevive à Batalha de Ostagar e mais tarde é encontrada na Fortaleza Kinloch, onde o Círculo dos Magos está estabelecido, como uma companheira opcional. Se o Warden estiver acompanhado por Morrigan enquanto a recruta na Torre do Círculo, Wynne pode atacar o Warden, dependendo de como o Warden responde a Morrigan quando ela expressa desgosto pelo Círculo. Após a liberação da Torre do Círculo de demônios e abominações, Wynne se oferecerá para continuar viajando com o Diretor para ajudar a acabar com a Quinta Praga. Wynne acredita firmemente em tudo o que é justo e não tolera nenhuma ação moralmente censurável, especialmente aquelas envolvendo magia de sangue ou a matança indiscriminada de inocentes; ela pode atacar o Warden ou deixar o grupo se o Warden cometer qualquer uma dessas ações. Os objetivos pessoais de Wynne envolvem dois eventos que serão desencadeados depois que o Warden falar com Wynne sobre ela se cansar facilmente e precisar descansar. O Warden eventualmente terá a oportunidade de obter um upgrade de habilidade para Wynne e ajudá-la a se reconciliar com seu ex-aprendiz.
Wynne aparece em Origins - Awakening como uma entregadora de missões se ela sobreviver aos eventos de Origins. Ela também faz sua última aparição como personagem principal no romance Dragon Age: Asunder, que acontece vários meses antes do interrogatório de Varric por Cassandra Pentaghast em Kirkwall.

### Zevran
Dublado por: Jon Curry
Zevran é um elfo da cidade Antivan e membro dos Antivan Crows, uma guilda de ladrões e assassinos notórios em toda Thedas. Zevran e seus homens foram contratados com a intenção de matar qualquer Guardião Cinzento sobrevivente de Ostagar; ele será encontrado durante um evento aleatório no qual os Antivan Crows montaram uma armadilha para os Guardiões. Ele será o único sobrevivente da tentativa fracassada de assassinar o Warden, forçando o Warden matá-lo, deixá-lo ir ou recrutá-lo. A personalidade de Zevran é prática ao ponto da crueldade e geralmente aprovará se o Warden fizer o que for preciso para ganhar os aliados mais fortes possíveis contra a Praga. Embora Zevran não tenha um objetivo pessoal, haverá um ponto antes do Landsmeet em que o Wrden encontra Taliesin, um Antivan Crow e ex-amigo de Zevran. Dependendo do índice de aprovação de Zevran e do relacionamento com o Warden, ele pode permanecer leal ou desertar e aliar-se a Taliesin. Zevran é bissexual e, portanto, uma possível opção de romance para Warden masculino ou feminino.

### Shale
Dublado por: Geraldine Becker
Shale é um companheiro opcional que é introduzido no Origins através do conteúdo DLC, The Stone Prisoner . Shale é um golem de pedra que tem uma percepção negativa dos humanos e dos seres vivos após uma vida de servidão a um antigo mestre e por ter ficado preso na aldeia por um longo período, bem como um ódio aos pássaros por ser um frequente alvo de defecação de aves. Para recrutar Shale, o Warden deve primeiro completar uma missão na Vila de Honnleath e aprender um código de ativação para o golem. Mais tarde na história, o golem atacará o Warden se ele escolher ficar do lado de Branka em uma missão pertencente à Bigorna do Vazio. Se Shale não estiver no grupo ativo, ele irá confrontar o Warden em seu retorno ao acampamento do grupo e irá deixar o grupo a menos que seja persuadido do contrário. A busca pessoal de Shale envolve uma busca por respostas para seu passado. A busca leva o Warden a uma cidade anã há muito esquecida, onde eles encontram um monumento. Ao observar tal monumento, o Warden descobre que Shale era anteriormente Shayle da Casa Cadash, uma anã que se ofereceu, entre outros voluntários, para se tornar um golem para lutar contra a ameaça darkspawn.

## Companions de Dragon Age: Origins - Awakening

### Anders
Dublado por: Greg Ellis
Anders é um mago apóstata humano perspicaz que escapou do Círculo dos Magos várias vezes, apenas para ser capturado e trazido de volta pelos templários a cada vez. Quando o Warden-Commander chega durante o ataque a Vigil's Keep no início de Awakening, Anders é encontrado lutando contra darkspawn por conta própria, com vários templários mortos ao seu redor. Na conclusão do cerco, o Guardião-Comandante o convoca para os Guardiões Cinzentos para salvá-lo dos templários. Anders usa magia em combate e sua especialização é uma variação do Spirit Healer; ele tem a habilidade de curar aliados feridos e reviver aliados caídos na batalha.

### Justice
Dublado por: Adam Leadbeater
Justice é um espírito Fade que acidentalmente possuiu o corpo do Grey Warden morto, Kristoff em DA:Origins - Awakening . Ele é apresentado como um espírito benevolente que aspira à justiça como seu único atributo, sabendo e pouco se importando com o mundo fora do Fade, além de ver todos que o habitam com condescendente piedade. Ele se opõe à baronesa de Blackmarsh, um pântano agora deserto, situado ao longo da costa nordeste da cidade de Amaranthine. Se o Warden-Commander o recruta, ele começa a vivenciar as memórias de Kristoff e, após uma visita particularmente angustiante da esposa do falecido Kristoff, ele começa a questionar sua identidade. O Warden-Commander pode escolher ajudar Justice a rastrear a esposa de Kristoff para buscar um fechamento de sua história.

### Nathaniel Howe
Dublado por: Simon Chadwick
O filho do falecido Rendon Howe, traidor de Teyrn Bryce Cousland of Highever e dos Grey Wardens. Ele é hábil no arco e flecha e sabe como contornar armadilhas e abrir fechaduras. Nathaniel é encontrado nas masmorras de Vigil's Keep após o ataque inicial dos darkspawn, aguardando o julgamento do Warden. Ele entrou furtivamente na fortaleza de Vigil's Keep, que fazia parte do antigo arling de sua família, com a intenção de assassinar o Warden-Commander. No entanto, uma vez lá dentro, ele mudou de idéia e decidiu apenas tentar roubar de volta alguns pertences de sua família. O Warden-Commander pode decidir executá-lo, deixá-lo ir ou convocá-lo para os Grey Wardens. Se liberado, ele mais tarde rastreia o Warden-Commander e pede para se juntar aos Grey Wardens.
Ele inicialmente culpa os Guardiões Cinzentos pela morte de seu pai e a queda de sua família em desgraça, alegando que seu pai estava apenas do lado errado da guerra. Durante os eventos de Origins, ele estava ausente nas Marchas Livres e perdeu o contato com a maioria dos membros sobreviventes de sua família. Ele fica sabendo que sua irmã ainda vive e agora mora na cidade de Amaranthine. Se ele encontrar sua irmã, ela o questionará sobre seu amor cego pelo pai. Ela explica que o pai deles trouxe coisas contra si mesmo e sua família, e que ele foi um assassino traidor e mentiroso o tempo todo. Depois de se encontrar com Delilah, ele não culpa mais os Guardiões Cinzentos pela queda de sua família e pela morte de seu pai.

### Sigrun
Dublado por: Natalia Cigliuti
Sigrun é uma Legionária e membro da Legião dos Mortos, um ramo independente do exército anão que responde diretamente à monarquia de Orzammar e jurou lutar contra os Darkspawn até a morte. O Warden-Commander a encontra no thaig Kal'Hirol, que é acessível por meio de um abismo gigante que se abriu no solo, causado pela Praga ou outra atividade dos darkspawn. Todo o seu esquadrão foi morto durante a investigação da incursão dos darkspawn neste thaig, mas ela fugiu e sobreviveu, o que ela repetidamente expressa culpa ao longo do jogo, pois os Legionários já são considerados mortos e, portanto, não devem mais valorizar suas vidas. O Warden-Commander pode se oferecer para acompanhá-la até o thaig e ajudar a derrotar seu inimigo comum. Após o Warden matar as Broodmothers que se reproduzem sob o thaig, o Warden-Commander pode escolher deixá-la seguir seu caminho ou oferecer a ela um lugar nos Grey Wardens. Ela aceitará após algum encorajamento mínimo e sobreviverá ao ritual da União, que deve ser iniciado conversando com Seneschal Varel em Vigil's Keep. Uma vez que seu índice de aprovação seja alto o suficiente, sua busca pessoal é desencadeada em Amaranthine, onde ela esbarra em alguém de seu passado malandro.

### Velanna
Dublado por: Gray DeLisle
Velanna é uma Guardiã Dalish que é a única sobrevivente de um pequeno grupo de dissidentes Dalish que foram exterminados pelos darkspawn. O Warden-Commander encontra Velanna na Floresta Wending, onde ela está por trás dos ataques misteriosos às caravanas humanas que passam pela área. É revelado que ela foi manipulada pelos darkspawn para acreditar que foram humanos que atacaram sua tribo e sequestraram sua irmã, não os próprios darkspawn. O Warden-Commander mais tarde a confronta em seu acampamento, com a escolha de matar Velanna em retribuição pelos assassinatos que ela cometeu, ou tentar argumentar com ela. Ela pode levar o Warden-Commander a uma mina próxima para encontrar sua irmã, onde eles encontram o Arquiteto, que revela que a irmã de Velanna se juntou a ele por sua própria vontade. Assim que o Warden-Commander consegue passar pela mina, Velanna exige que a induza aos Grey Wardens para que ela seja mais capaz de lutar contra os darkspawn e salvar sua irmã. Se seu índice de aprovação com ela for alto o suficiente, um encontro aleatório no mapa será ativado e mais algumas ações de seu passado virão à tona.

## Principais antagonistas

### Teyrn Loghain Mac Tir
Dublado por: Simon Templeman
Loghain Mac Tir é um dos principais antagonistas de Dragon Age: Origins. Ele era o braço direito do rei Maric durante a guerra de Ferelden contra os Orlesianos. Visto pela primeira vez em Ostagar, ele é apresentado como o general que fornece estratégias para o filho de Maric, Cailan, na defesa do reino da Praga. No entanto, durante a batalha, após o sinal ser dado para Loghain lançar um ataque ao flanco do darkspawn, ele se desvia do plano e se retira do campo, junto com seu exército, deixando o Rei e os Guardiões Cinzentos para a morte. Na maior parte do jogo a partir de então, Loghain passa a residir em Denerim e se nomeia regente de sua filha, a Rainha Anora, e assume o poder como o governante de fato de Ferelden. Ele é servido por sua leal mão direita, Ser Cauthrien, e está aliado de Uldred e Arl Howe.
Loghain pode se juntar ao grupo do Warden como um guerreiro, muito tarde no jogo, durante o Landsmeet. Depois que o Warden e Loghain duelam, o Warden pode escolher se Loghain é executado por seus crimes ou introduzido nos Grey Wardens. Permitir que Loghain viva, forçará Alistair a deixar o grupo com nojo e permitirá que Loghain se junte ao grupo do Warden como um novo Grey Warden.
Loghain faz uma pequena aparição em Dragon Age: Origins - Awakening caso ele sobreviva em Dragon Age: Origins, onde ele informa ao Warden que está sendo enviado pelos Grey Wardens a Orlais para obter ajuda, e ordena que o Warden trate bem sua filha se ele for casado com Anora.

### Arl Rendon Howe
Dublado por: Tim Curry
Rendon Howe é o Arl de Amaranthine, e mais tarde o autodesignado Teyrn de Highever e Arl de Denerim. Howe é descrito como "culto e charmoso, com uma ânsia insaciável de poder, que nunca hesita em prejudicar quem quer que fique em seu caminho". Ele é o conselheiro mais próximo de Loghain, fornecendo uma ajuda política astuta e calculista a Loghain, e serve como um antagonista secundário para o Warden. Howe é notório por usar qualquer meio para realizar seus desejos, incluindo o assassinato em massa da família Cousland e seus associados para usurpar o título de Teryn de Highever, autorizando a tortura e a escravidão. Ele encontra sua ruína quando toma a Rainha Anora como refém para impedi-la de falar no Landsmeet: o Warden invade a propriedade Denerim de Howe para resgatá-la, e Howe é morto no processo.
Por seu trabalho como Arl Howe em Orgins, Tim Curry foi indicado para o prêmio Supporting Performance In A Drama, no programa de premiação anual de 2009 da National Academy of Video Game Trade Reviewers, que homenageia a arte, tecnologia e produção de videogames.

### Uldred
Dublado por: Barry Dennen
Uldred é um mago ambicioso do Círculo dos Magos de Ferelden no Castelo Kinloch. Ele é visto pela primeira vez no conselho de guerra antes da Batalha de Ostagar. Ele afirma que acender o farol na Torre de Ishal é desnecessário e que o Círculo de Magos pode contribuir ao invés de enviar Guardiões Cinzentos para acender um sinal de fogo, mas é dispensado pela Madre Reverenda da Capela. Após a Batalha de Ostagar, Uldred retornou ao Castelo Kinloch, onde quase convenceu os membros seniores do Círculo a apoiar Loghain Mac Tir, embora sua traição seja descoberta por Wynne. Ele tentou dominar o Círculo à força e invocar um Pride Demon, mas ele é rapidamente possuído e se torna uma abominação. Uldred é eventualmente detido e morto pelo Warden.

### O Arquidemônio
O Arquidemônio que lidera a Quinta Praga é o antagonista central de Dragon Age: Origins. Durante o curso de Origins, o Arquidemônio liberou as hordas de darkspawn em Ferelden, causando mortes e destruição incontáveis antes de ser finalmente morto na batalha de Denerim. Com a morte do Arquidemônio, os darkspawn são derrotados e a Quinta Praga termina. A alma do Arquidemônio tem dois caminhos a seguir - pode ser transferida para o corpo do Guardião Cinzento mais próximo (matando ambos no caso do último), ou pode ser transferida para o filho não nascido de Morrigan se o ritual das trevas for realizado. É revelado em Origins - Awakening que o Arquidemônio nas Origens era Urthemiel, outrora adorado como um dos Velhos Deuses do Império Tevinter como o "Dragão da Beleza", a divindade patrona de artistas, músicos e poetas.
O Arquidemônio, junto com o High Dragon, foram os modelos de personagens mais complexos em Origins. Eles medem em torno da marca de 27.000 polígonos e levaram cerca de cinco a seis semanas para serem concluídos. Em comparação, a maioria dos outros modelos de personagens em Origins tem cerca de 10.000-12.000 polígonos, incluindo a cabeça e as armas, e estes seriam concluídos em cerca de três semanas.

### O Arquiteto
Dublado por: Jamie Glover
O Arquiteto parece ser um emissário de darkspawn excepcionalmente inteligente e sensível que não sofre da compulsão de encontrar os Deuses Antigos e corrompê-los em Arquidemônios. O artista principal, Shane Hawco, afirma que o personagem foi uma colaboração total entre a equipe de design de Origins e Awakening e os artistas de personagem. A equipe tinha como objetivo mais do que uma ameaça visual; eles queriam enfatizar "em sua personalidade sádica que mascara fisicamente seu grotesco". Haweco revelou que no jogo, o modelo do Arquiteto tem aproximadamente 11.000 polígonos, e que o mais desafiador era usar sua aparência para mostrar sua personalidade e caráter. O personagem é descrito como "altamente inteligente, decidido, frio, manipulador e tem pouca compreensão da humanidade" e é completamente desprovido de moralidade.
O Arquiteto aparece pela primeira vez em Dragon Age: The Calling. Ele deseja libertar seus irmãos darkspawn de sua compulsão matando os Deuses Antigos; no entanto, ele acreditava que as raças mortais e os darkspawn nunca iriam ver olho no olho, mesmo que fossem libertados dos Deuses Antigos. Vendo os Guardiões Cinzentos, que compartilham a mesma mácula que os darkspawn, como um meio-termo, o Arquiteto planejou espalhar a mácula em Thedas a fim de criar um estado semelhante entre as raças mortais, mesmo sabendo que milhares de pessoas em todo o mundo morreriam e os sobreviventes seriam contaminados; ele acreditava que a possibilidade de paz entre a humanidade e os darkspawn valia o alto custo. Vários dos Guardiões Cinzentos concordaram com suas idéias e permitiram que sua mácula fosse "acelerada", transformando-os em ghouls. Os Guardiões Cinzentos, incluindo um jovem Duncan e o Rei Maric, inteferiram o esquema, mas o Arquiteto escapou.
Na sequência de abertura de DA:Origins - Awakening, um dos "Discípulos" do Arquiteto, um darkspawn totalmente senciente, conhecido como The Withered, liderou um ataque aos Grey Wardens de Vigil's Keep. O Arquiteto é encontrado pela primeira vez pelo Warden-Commander em uma mina de silverite em Wending Wood, onde ele captura o grupo e faz experiências com eles. Ele foge da mina depois que o Warden-Commander sai de sua cela e mata um par de dragões sob sua escravidão. O Arquiteto é encontrado novamente no covil da Mãe, onde ele oferece uma aliança com o Warden-Commander: ele explica que sua pesquisa mostrou a ele que, ao expor o darkspawn ao sangue de um Grey Warden, os darkspawn são libertados do domínio dos Deuses Antigos, impedindo-os de iniciar uma Praga. O Warden-Commander deve decidir aliar-se ao Arquiteto em seu interesse comum de parar as Pragas, ou matá-lo e seu companheiro Warden, Utha. Se eles se aliarem a ele, a Mãe revelará que antes dos eventos de Origins, o Arquiteto encontrou o Deus Antigo Urthemiel e usou o sangue do Grey Warden em um experimento nas profundezas da terra; o tiro saiu pela culatra e Urthemiel foi contaminado como um Arquidemônio, dando início ao início da Quinta Praga.

### A Mãe
Dublado por: Dee Dee Rescher
A Mãe era originalmente uma mulher humana que foi corrompida em um monstro chamado Broodmother, com o único propósito de criar darkspawn. Ao contrário de uma Broodmother anterior encontrada pelo Herói de Ferelden em Origins que era uma corrupção de uma mulher anã contaminada, a parte superior do corpo da Mãe tem uma constituição mais esguia com características menos grotescas à primeira vista. O artista modelador reaproveitou a velha malha de base do modelo da Broodmother encontrada em "Origins" para ajudar a criar uma versão nova e melhorada, e ela é adicionada ao sistema de conversação para que pudesse conversar com o personagem do jogador. Ela tem a habilidade de gerar darkspawn monstruosos parecidos com um verme, chamado "the Children" ("as Crias"), larvas que hibernam em casulos após nascerem, emergindo apenas quando sentem outro ser vivo por perto para atacar e devorar sua infeliz presa. A Mãe foi projetada com um link visual para suas Crias com o rosto dividido e os membros extras saindo de suas costas.
Como outros darkspawn despertados conhecidos como "Discípulos", ela é libertada do controle dos Deuses Antigos pelo Arquiteto. Enlouquecida pela auto-realização do que ela havia se tornado e pela perda de seu propósito de encontrar os Deuses Antigos, ela mobiliza suas forças para devastar a cidade de Amaranthine e as Deep Roads, lutando contra as forças dos Guardiões Cinzentos também como os Discípulos leais ao arquiteto.

### Marjolaine
Dublado por: Kath Soucie
Marjolaine é uma barda Orlesiana e ex-amante e mentora de Leliana, que a treinou nas habilidades de combate, manipulação e subterfúgio. Ela aparece como a principal antagonista da DLC Leliana's Song, que explora os últimos dias de Leliana como uma mercenária e espiã sob a tutela de Marjolaine, onde ela encarregou Leliana e dois outros funcionários para plantar um documento roubado com os selos militares orlesianos como parte de uma conspiração, mas mais tarde incriminou sua protegida pelo ato de traição. O aparecimento de Marjolaine em Origins está condicionado à aprovação de Leliana com o Warden; um alto índice de aprovação desbloqueia a busca pessoal dela.

## Personagens de apoio

### Duncan
Dublado por: Peter Renaday
Duncan é o narrador do vídeo de abertura cinemática de Origins e líder dos Guardiões Cinzentos em Ferelden. Ele é visto recrutando o personagem do jogador para se juntar aos Guardiões em seis cenários diferentes, e serve como seu mentor no início do jogo. Ele introduz o personagem do jogador aos Guardiões Cinzentos, antes de morrer logo depois na batalha de Ostagar. Duncan também aparece em The Calling, onde ele e seus companheiros Grey Wardens encontraram pela primeira vez O Arquiteto, um mago darkspawn excepcionalmente senciente que se apresenta como diferente do resto de sua espécie por ter livre arbítrio, e seu objetivo é libertar a raça dos darkspawn da compulsão para procurar os Old Gods por qualquer meio necessário.
Christian Holt, da IGN, notou que a morte de Duncan é particularmente dolorosa porque "não importa a história de origem que você fez, ele desempenhou um papel como uma mão firme que não apenas salvou sua vida, mas o iniciou nos Guardiões Cinzentos".

### Cullen
Dublado por: Greg Ellis
Cullen é um membro originário de Ferelden da Ordem dos Templários. Cullen pode ser encontrado três vezes em Origins. Na Origem da classe de mago, ele é o templário designado para executar o personagem do jogador se ele falhar em seu Harrowing e se tornar uma abominação. Se o Warden for uma maga, Cullen irá revelar sua paixão por ela, já que ele odiava a ideia de ter que ser o responsável a potencialmente executá-la. Ele será encontrado mais uma vez como o último templário sobrevivente nos níveis superiores da Torre do Círculo durante a missão Círculo Quebrado. Quando o Warden o encontra preso dentro de uma prisão mágica, ele o rejeita como outra ilusão. Assim que Cullen se acalma, ele tentará convencer o Warden a matar todos os magos da Harrowing Chamber, não apenas o vilão Uldred e as abominações, já que ele teme que eles possam ser magos de sangue escondidos. O Warden, ao derrotar o último dos demônios, tem a escolha de perdoar os magos sobreviventes ou matar todos eles para evitar que o pior aconteça novamente. Antes que o Warden suba ao último andar, Cullen implora que eles escolham a segunda opção. A terceira vez é imediatamente após a escolha ser feita, onde Cullen expressa sua opinião sobre a escolha.

### Flemeth
Dublado por: Kate Mulgrew
Flemeth é a lendária "Bruxa da Selva", uma maga antiga, transcendente e aparentemente imortal que muda de forma, usando a aparência de uma velha excêntrica ou de um dragão, dependendo da situação. No início do jogo, ela retorna um conjunto de antigos tratados dos Guardiões Cinzentos para o grupo do Warden e oferece conselhos sobre o futuro. Mais tarde, ela resgata o Warden e Alistair de Ostagar, e comanda sua filha Morrigan para acompanhá-los em suas jornadas subsequentes. Como parte da busca pessoal de Morrigan, o Warden pode escolher atacar Flemeth e lutar contra ela em sua forma de Dragão, ou simplesmente permitir que ela saia em paz e leve seu grimoire.

### Rainha Anora
Dublado por: Mika Simmons
Anora Theyin (nascida Mac Tir) é a atual rainha consorte de Ferelden e filha de Loghain. Ao contrário de seu marido, Anora é uma figura importante na política e quer proteger o reino e seu povo, embora esteja claro que ela acredita ter direito à posição de rainha. Quando Loghain assume o reino e se nomeia regente, ela o apóia no início. No entanto, depois de testemunhar suas escolhas políticas desastrosas e paranóicas, ela começa a duvidar dele e o confronta sobre a morte de Cailan. Depois de saber que seu pai deixou Cailan para morrer em Ostagar de propósito, desencadeando a guerra civil de Ferelden e deixando a nação extremamente vulnerável à Praga dos darkspawn, ela se opõe a seu pai, mas é sequestrada por Arl Rendon Howe para evitar seu envolvimento no Landsmeet. Após o Warden resgatá-la, Anora apoiará o Grey Warden contra seu pai durante o Landsmeet, desde que sua posição como Rainha de Ferelden seja assegurada apoiando seu direito de governar, seja como rainha reinante, como a rainha de Alistair ou se casando com um Warden homem se ele for um Humano Nobre. Se Anora for deposta, seu destino não será revelado.

### Bodahn e Sandal Feddic
Dublado por: Dwight Schultz e Yuri Lowenthal
Bodahn Feddic é um comerciante anão da superfície que é ajudado por seu filho adotivo, Sandal. Em Origins, Bodahn e Sandal são resgatados dos darkspawn pelo Warden, ao deixar Lothering, após o que eles vão oferecer seus serviços junto com os Guardiões Cinzentos de Ferelden. Ele fornece um local no acampamento para vender e comprar mercadorias. De acordo com Bodahn, Sandal pode estar viciado em lyrium devido à sua possível exposição ao lyrium nas Deep Roads. Ele também afirma que o Círculo de Magos declarou Sandal um savant e pode ter desejado mantê-lo para estudo ou para encantar para eles. Sandal é excelente em encantamento e criação de runas; ele é, no entanto, incapaz de cuidar de si mesmo e tem uma capacidade mental limitada para tarefas comuns, como uma conversa em que ele geralmente responde com respostas de uma palavra. Antes da Batalha de Denerim, Bodahn e Sandal podem ser encontrados no Castelo Redcliffe para ajudar com os preparativos finais antes de o Warden viajar para Denerim. Sandal será encontrado em Fort Drakon sozinho, cercado por darkspawn mortos e coberto de sangue. Quando questionado sobre o que aconteceu, ele simplesmente dirá: "Encantamento?" .

### Bann Teagan Guerrin
Dublado por: Timothy Watson
Teagan Guerrin é o bann de Rainsfere e irmão mais novo de Eamon. Ele é irmão de Arl Eamon Guerrin e tio do rei Cailan Theyin. Imediatamente após a batalha em Ostagar, Teagan é mostrado confrontando Loghain Mac Tir no Landsmeet, altamente suspeito da auto-nomeação de Loghain como regente após sua saída de Ostagar. Quando o Warden chega em Redcliffe Village, é cercado por hordas de mortos-vivos, e seu governante Arl Eamon está trancado em seu próprio castelo aos redores, sem nenhuma palavra dele. Bann Teagan é o responsável pela defesa da aldeia e implora ao Warden para ajudá-los a defender a aldeia. Depois que a Urna de Andraste é encontrada e Eamon se recupera, Teagan fica com seu irmão no Castelo Redcliffe. Mais tarde, Eamon ordena que Teagan fique com a guarnição de Redcliffe enquanto ele e o Warden vão participar da Batalha de Denerim. Mais tarde, ele chega com reforços e não estava muito atrás do corpo principal do exército de Ferelden quando o arquidemônio morre em Fort Drakon, e lidera um ataque final aos darkspawn derrotados enquanto a horda foge de Denerim.

### Arl Eamon Guerrin
Dublado por: Graham McTavish
Eamon Guerrin é o Conde de Redcliffe, marido de Condessa Isolde, irmão de Bann Teagan e pai de Connor Guerrin. Ele é mencionado pela primeira vez em Lothering como um doente terminal devido a uma doença incurável; na verdade, ele foi envenenado por um assassino de Loghain. Ele também é tio materno do Rei Cailan e, portanto, de Alistair. Ele é mais tarde revivido pelo Warden, dando-lhe a Urn of Sacred Ashes e torna-se fundamental para ajudar o Warden a reunir apoio para sua causa, tanto contra Loghain no Landsmeet quanto contra o darkspawn.

### Riordan
Dublado por: Stéphane Cornicard
Riordan é um Grey Warden Orlesiano que foi enviado como um batedor pelas forças de apoio orlesianas quando foram rejeitadas por Loghain. Riordan era amigo de Duncan, tendo passado pelo ritual de União juntos. Riordan desempenha um papel fundamental ao revelar que um arquidemônio só é morto permanentemente por um Guardião Cinzento que faz o sacrifício final e, posteriormente, auxilia o Warden no planejamento do ataque final contra o arquidemônio e suas hordas. Durante a batalha final em Denerim, ele confronta o arquidemônio sozinho e consegue feri-lo o suficiente para dar ao Warden uma chance de matá-lo, embora Riordan morra antes que ele possa se juntar à luta final.

### Seneschal Varel
Dublado por: Robin Sachs
Varel é o Senescal da Fortaleza da Vigília. Quando os Guardiões Cinzentos assumiram Amaranthine, eles nomearam Varel como Senescal. Ele conhece muitos segredos da ordem, apesar de não ser um Guardião Cinzento. Ele é encontrado pela primeira vez em Origins - Awakening durante a missão inicial para recuperar Vigil's Keep, sendo mantido no telhado da fortaleza pelo Withered, um darkspawn desperto que ganhou consciência total e segue o Arquiteto. Após seu resgate pelo Warden-Commander, Varel comanda as operações do dia-a-dia da Fortaleza de Vigil. Ele pode ser encontrado na sala do trono da Vigília, onde mantém o Warden-Commander informado sobre os eventos políticos que estão ocorrendo no Arling. Ele também é responsável pelo Ritual de União de cada um dos companheiros do Warden-Commander.

## Outros personagens
- O irmão Genitivi é um erudito da Capela e especialista na Urna das Cinzas Sagradas; ele está baseado em Denerim durante os eventos de Origins. Seus escritos são citados em várias entradas do códice encontradas ao longo do jogo.
- Connor Guerrin é filho de Arl Eamon e Arlessa Isolde. Possuído por um Demônio do Desejo pouco antes da chegada do Warden em Redcliffe Village, ele assume o controle do Castelo Redcliffe e liberta uma horda de mortos-vivos que logo começou a atacar a aldeia. Se Connor sobreviver aos eventos de Origins e não estiver mais possuído por demônios, ele aparecerá em Redcliffe Village em Dragon Age: Inquisition.
- Irving é o Primeiro Encantador do Círculo dos Magos de Ferelden, baseado em Kinloch Hold. Dependendo da escolha do jogador, Irving e os Magos do Círculo podem ser recrutados para a Batalha de Denerim.
- Jowan é um apóstata fugitivo e mago de sangue fugindo dos templários. Ele é encontrado pela primeira vez como um companheiro temporário do Warden durante a história de Origem do Mago. Ele é mais tarde recrutado por Loghain e designado para se infiltrar no Castelo Redcliffe e envenenar Arl Eamon a seu pedido.
- Kardol é um membro de alto escalão da Legião dos Mortos. Dependendo da escolha do jogador, Kardol e seus legionários podem ser recrutados para a Batalha de Denerim.
- Rei Cailan Theyin é o rei de Ferelden no início de Dragon Age: Origins. Ele é morto por um ogro na batalha de Ostagar no início do jogo. O DLC, Return to Ostagar, envolve o Warden lidando com o cadáver de Cailan e seus pertences do campo de batalha, e também revela uma visão que pode ter contribuído para a traição de Cailan por Loghain.
- Greagoir é o Cavaleiro-Comandante da Ordem dos Templários de Ferelden, responsável por zelar pelo Círculo dos Magos com base na Fortaleza Kinloch. Dependendo da escolha do jogador, Greagoir e seus templários podem ser recrutados para a Batalha de Denerim.
- Lady of the Forest : Um espírito misterioso que guia os lobisomens que vivem na Floresta Breciliana.
- Lorde Pyral Harrowmont é um alto-general de Orzammar e amigo e confidente do rei Endrin Aeducan. Ele é um dos dois principais candidatos a reivindicar o trono de Orzammar após a morte do Rei Endrin.
- Mhairi é uma companheira temporária que serve como escolta do Warden-Commander até Vigil's Keep no início do Awakening. Ela é uma guerreira Ferelden que foi recentemente recrutada para os Guardiões, mas ainda não participou do ritual da União. Depois que Vigil's Keep é assegurado, ela participará da União, mas não sobreviverá ao processo.
- Paragon Branka é um Paragon contemporâneo de Orzammar e a ex-esposa de Oghren . Ela está procurando pelo Anvil of the Void, um poderoso artefato que pode ser usado para criar golens. O Warden terá que escolher entre ficar do lado dela ou de Paragon Caridin, o criador do artefato que se opõe ao seu uso.[14]
- Príncipe Bhelen Aeducan é o terceiro filho do Rei Endrin Aeducan, membro do Conselho dos Anões, e também irmão mais novo de um Anão Guardião Nobre. Ele é o principal rival da reivindicação de Pyral Harrowmont ao trono de Orzammar após a morte de seu pai.
- Rica Brosca é a amante sem casta do Príncipe Bhelen e meia-irmã do Anão Plebeu, uma das seis candidatas em potencial para o Warden. Ambos trabalham para Beraht, o chefe do crime da Carta.
- Swiftrunner é o líder dos lobisomens que vivem na Floresta Brecilian. Dependendo da escolha do jogador, Swiftrunner e seu bando de lobisomens podem ser recrutados como aliados para a Batalha de Denerim.
- Wade e Herren são os co-proprietários do Empório de Wade em Denerim. Wade é um mestre ferreiro especializado no manuseio de materiais de artesanato raros e exóticos, enquanto Herren administra o negócio.
- Zathrian é o guardião supostamente imortal de um clã de Elfos Dalish que vivem perto da Floresta Brecilian. Ele recruta o grupo do Warden para eliminar uma matilha de lobisomens e seu líder, Witherfang, para desfazer uma maldição. Dependendo da escolha do jogador, o clã de Zathrian pode ser recrutado como aliado para a Batalha de Denerim e/ou ele pode ser sucedido como guardião de seu clã por sua aprendiz, Lanaya.

## Análise
A série Dragon Age é notável por sua representação variada de personagens LGBT, sendo uma das poucas franquias de videogame que apresenta um retrato não superficial de personagens abertamente queer. A série apresenta os relacionamentos de personagens abertamente queer como importantes para a narrativa, e também retrata abertamente casais do mesmo sexo envolvidos em atividades sexuais, começando com Origins. Os relacionamentos entre pessoas do mesmo sexo parecem em grande parte isentos de estigmatização da sociedade e apresentam nuances consistentes em sua descrição; por exemplo, nem Leliana nem Zevran, os interesses amorosos bissexuais em Origins, são retratados com estereótipos clichês como a lésbica butch, o homem gay extravagante ou o gay trágico, nem abertamente masculino nem abertamente feminino e vice-versa. Os relacionamentos do mesmo sexo com Leliana e Zevran são descritos como estáveis e giram em torno do amor em oposição ao sexo, e nenhum dos relacionamentos leva a um fim trágico, a menos que o jogador sacrifique seu Warden no final do jogo.